# Butoh (Sumberejo)
Butoh is een bestuurslaag in het regentschap Bojonegoro van de provincie Oost-Java, Indonesië. Butoh telt 2337 inwoners (volkstelling 2010).